# Montferrand
Montferrand é uma comuna francesa na região administrativa de Occitânia, no departamento de Aude. Estende-se por uma área de 17,93 km². Em 2010 a comuna tinha 593 habitantes (densidade: 33,1 hab./km²).